# COROT-10b
CoRoT-10b es el primer planeta descubierto por la misión CoRoT que pertenece al sistema de la estrella CoRoT-10.